# 大山陽生
大山 陽生（おおやま はるお、1927年 - 2015年）は、日本の造園研究者。明治大学農学部農学科で造園学研究室や緑地意匠学研究室を主宰し後進育成にあたる。専門は綠地意匠学。
著書に『住宅の造園 - 住環境と庭』（鹿島出版会、1980年）『造園美学―場の造形と構成』（誠文堂新光社、1969年）
『緑空間の計画技法』（彰国社、1987年）『緑地と環境緑化計画』（監修、景観緑地研究会編、フジ・テクノシステム, 1992年）など。